# Командование Западных подходов
Командование Западных подходов (англ. Western Approaches Command) — оперативное командование Королевского флота, созданное во время Второй мировой войны для защиты коммуникаций и контроля над судоходством на Западных подходах к Британским островам.

## Создание
Формирование командования несколько опередило формальное начало войны. К началу боевых действий главнокомандующим (англ. CinCWA) был адмирал Мартин Несмит, со штабом в Плимуте. Командование отвечало за безопасность торгового судоходства. На практике это выливалось в проводку конвоев, управление независимыми транспортами, борьбу с подводными лодками и авиацией противника в зоне ответственности, координацию с Прибрежным командованием Королевских ВВС (англ. RAF Coastal Command).

## Разделение

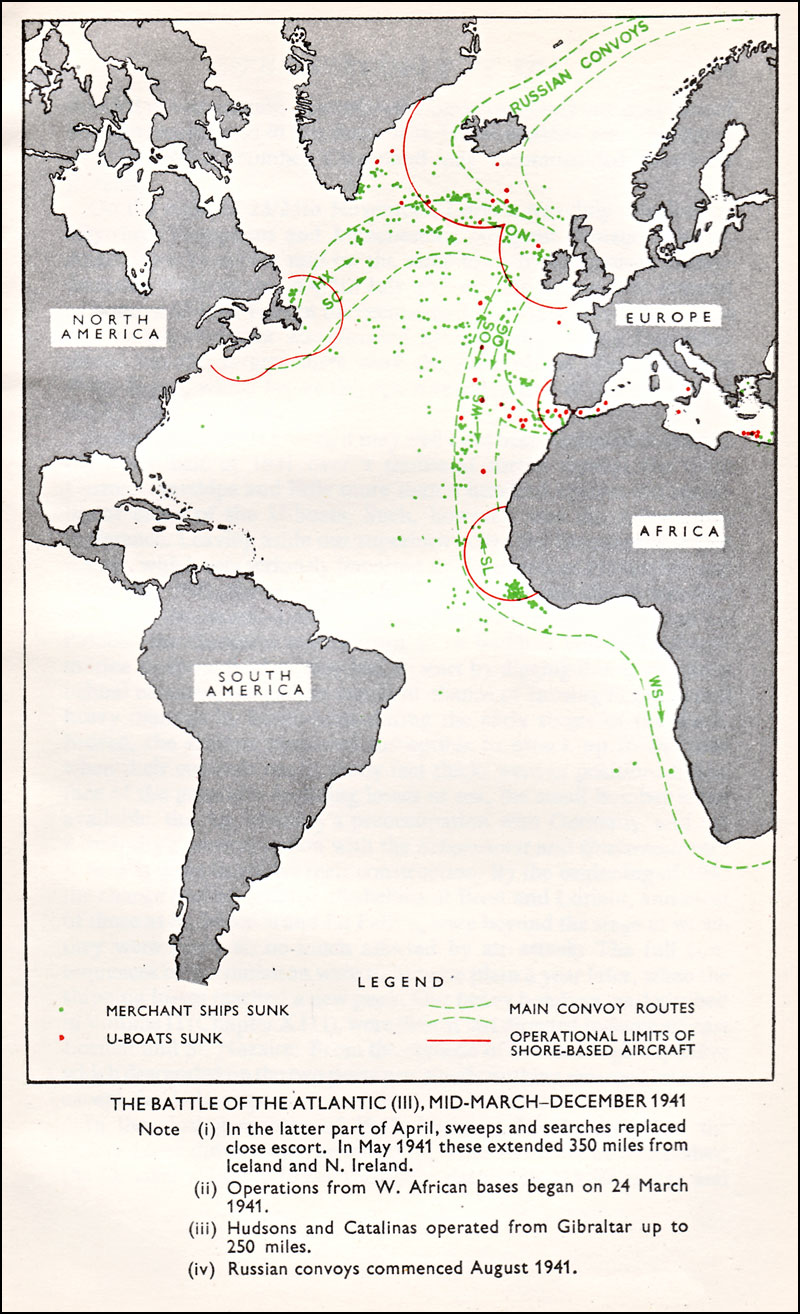
Основные пути конвоев, 1941

Основной коммуникацией была линия Великобритания-Северная Америка. Кроме того, командование отвечало за линию в Гибралтар до широты Финистерре, и позже — в северные порты СССР (Мурманск и Архангельск) на участке до Исландии. Начиная с июня 1940, когда немецкие силы, прежде всего подводные, получили базы во Франции, путь через Ла-Манш и пролив святого Георгия стал слишком опасен. Конвои стали перенаправляться северо-западным маршрутом, вокруг Ирландии. Держать штаб в Плимуте становилось все неудобнее. 7 февраля 1941 командование было разделено, и штаб начал переезд в Ливерпуль. Несмит остался командующим в Плимуте (англ. CinC Plymouth). 17 февраля 1941 в должность CinCWA вступил адмирал сэр Перси Нобл.

## Организация 1941-1945
Штаб разместился в Ливерпуле, в Дерби-хаус — одном из зданий биржи. Мозговым центром стал так называемый Зал карт (англ. Chart Room): помещение оперативного дежурного, где на планшетах и настенных картах отслеживалась обстановка. За два года в должности адмирал Нобл создал базы в Гринок, Лондондерри, Ливерпуль, на каждую базировалась эскортная группа (англ. Escort Group, EG). Он же организовал учебные центры, позволившие держать подготовку новых моряков вровень с пополнением кораблями. Кроме британских баз, ему подчинялись Эскортные силы Ньюфаундленда — соединение, действовавшее на канадской стороне океана.
В составе штаба имелся так называемый Тактический планшет (англ. Tactical Table) — группа, вырабатывавшая рекомендации по изменению маршрутов конвоев, с учетом обнаруженных угроз, и по наилучшему использованию наличных сил. Группа использовала в основном данные радиоразведки, пеленгации и воздушной разведки. Были и другие источники. По мере поступления данных расшифровки немецких кодов, использовали и их. В этом случае принимались особые меры для маскировки источника, из-за его сверхсекретности. Например, наведение эскортных сил на лодку предварялось её облетом, чтобы создать видимость обнаружения с воздуха.
На пике активности подводных лодок (конец 1942 − начало 1943) командование включало 8 противолодочных групп, 35 эскортных групп, 20 минно-тральных групп, плюс 2 флотилии сторожевых катеров, 2 флотилии торпедных катеров; всего свыше 700 кораблей, катеров и судов, базировавшихся на 33 порта и временных пункта. Ему подчинялись как корабли специальной постройки: эсминцы, корветы, шлюпы, так и вооруженные траулеры и мобилизованные гражданские суда, вплоть до прогулочных катеров и яхт.
Командование не имело собственной авиации, за исключением аэростатов заграждения. До 1937 г вся авиация флота (англ. Fleet Air Arm) была переподчинена ВВС. Только в ходе войны её самостоятельность была восстановлена. Авиацию для нужд командования должны были выделять ВВС. На практике это стоило больших усилий, особенно в начальный период (1940-1942). Мешала как нехватка авиации вообще, так и ведомственные интересы.

## Стратегия

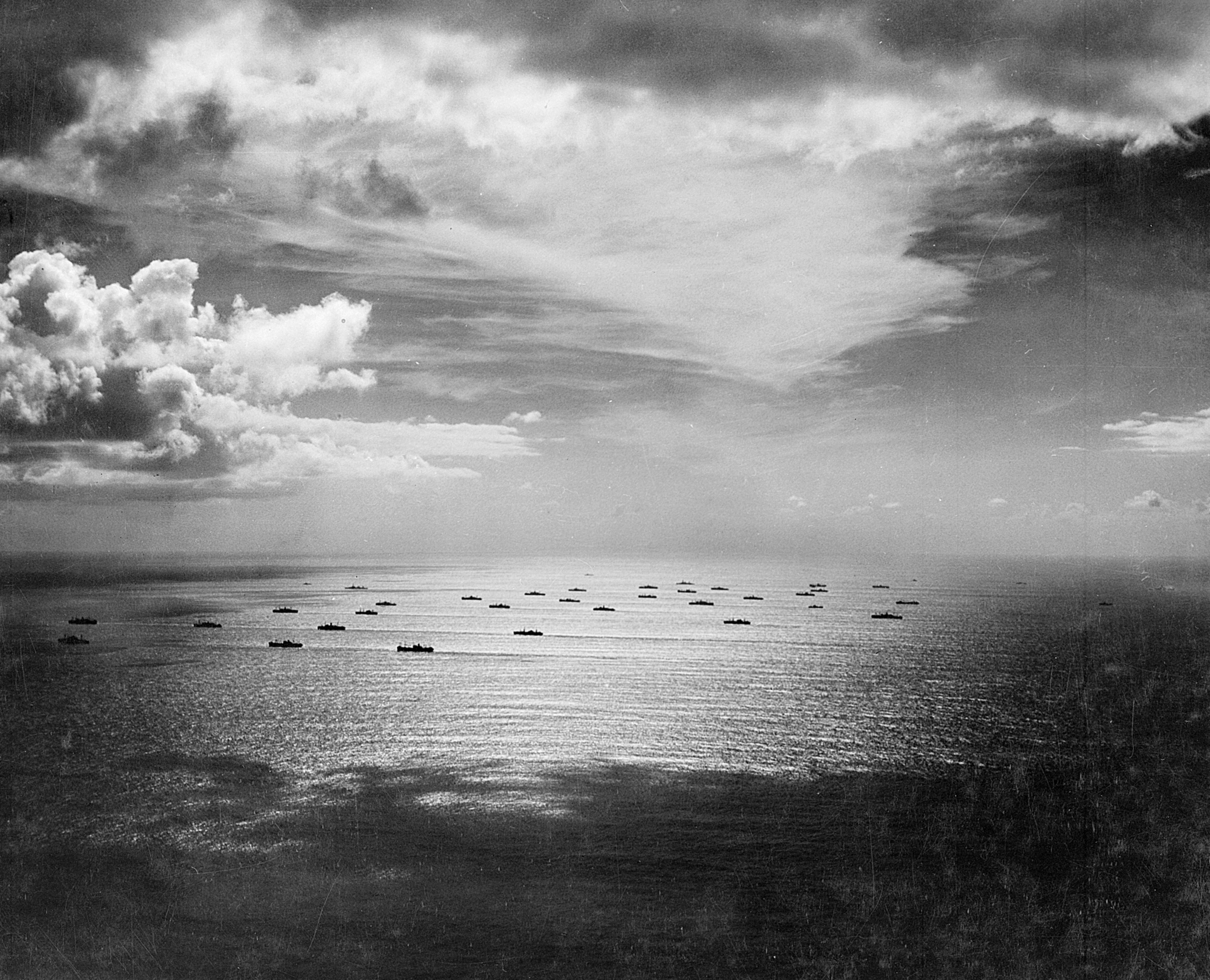
Трансатлантический конвой, ноябрь 1942

Взгляды высших адмиралов на жизненно важный вопрос — поддержание связи морем с союзниками и колониями — менялись в зависимости от наличных сил и прошлых успехов. Кроме того, влияло и давление политического руководства страны, например личное пристрастие Черчилля к наступлению.
Однако в целом стратегия придерживалась разумной оборонительной линии: имеющиеся силы, прежде всего корабли сопровождения, использовались для охраны конвоев. По выражению одного автора, от кораблей эскорта требовалось не обязательно уничтожать нападающих, но просто «быть там», своим присутствием сковывая противника.
Одной из любимых мер, рекомендуемых Тактическим планшетом, было перенаправление конвоев в обход разведанных позиций подводных лодок. При нехватке эскортных сил эта мера часто была единственной. В некоторых случаях, эскорт перенаправленного конвоя передавался для усиления другому, который не мог избежать контакта.
Вначале не было согласия о том, что является главной угрозой судоходству. Появление крупных немецких кораблей способно было приковать внимание британского командования, и оттянуть на себя главные силы. Только после их прорыва через Канал основное внимание сосредоточилось на подводных лодках.
Хотя перед войной подготовки к военно-морскому контролю судоходства не было (за исключением критических перевозок), а подводная угроза считалась незначительной, с началом войны необходимость сплошного конвоирования быстро признали, и к весне 1940 года организация была в основном закончена. В начальный период, из-за нехватки сил, сопровождение конвоев осуществлялось только между Британскими островами и меридианом 30° з. д., западнее транспорты должны были следовать самостоятельно. Позже было введено сопровождение на всем пути, как с британской, так и с канадской стороны. Примерно на меридиане Исландии назначался так называемый океанский пункт передачи (англ. Mid-ocean Meeting Point, MOMP). Конвои передавались от одной стороны другой, одновременно следующие им навстречу конвои выполняли обратную передачу. Со включением американских кораблей в охранение конвоев возникла необходимость координации, также порученной Командованию.
Только когда в 1943 году появилось больше кораблей, были созданы противолодочные группы, предназначенные для активного поиска подводных лодок, независимо от конвоев. Стали проводиться также рейды глубоко в Бискайский залив, для перехвата лодок на подходах к базам. Переход от чисто оборонительных действий к сочетанию защиты конвоев и активного поиска связывают со вступлением в должность адмирала Хортона. Но в неменьшей степени этому способствовало наращивание сил Командования, что позволило выделить корабли для поисково-ударных групп. Самой успешной из них была 2-я противолодочная, командир — кэптен «Джонни» Уокер (англ. F. J. Walker).

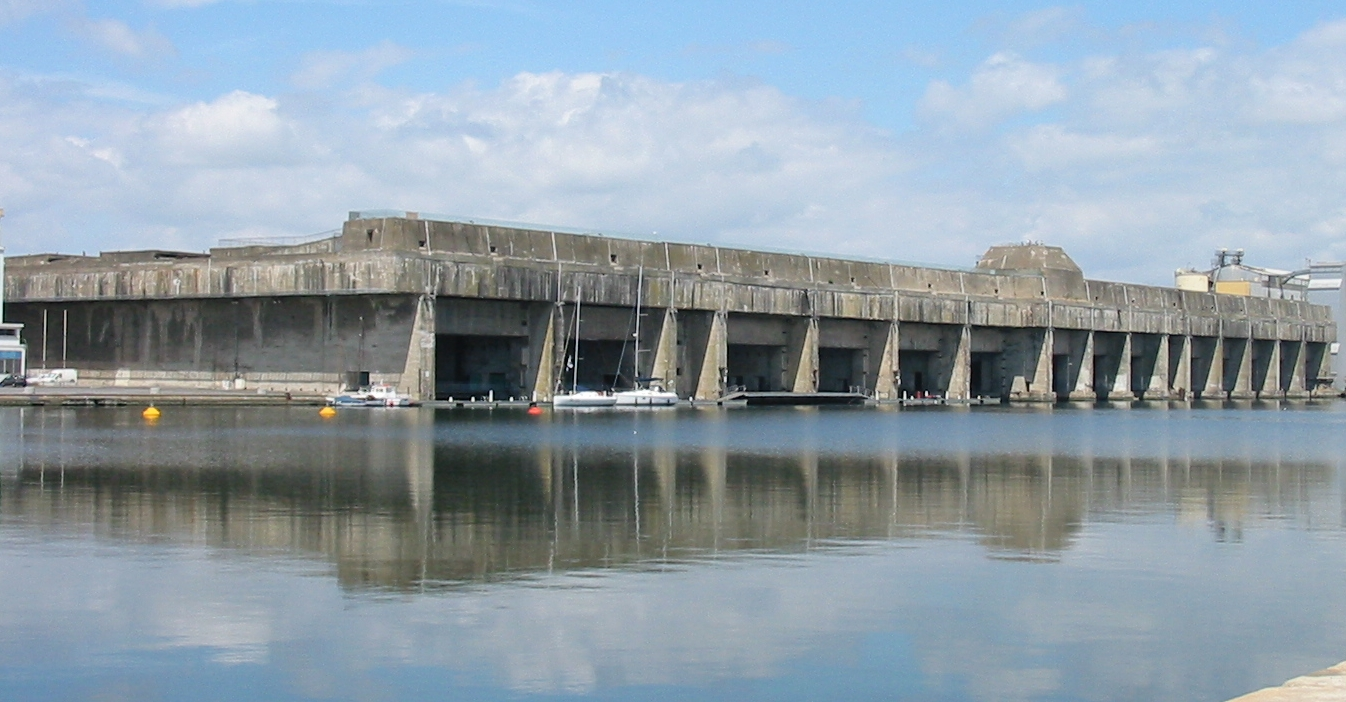
Укрытия подводных лодок, Сен-Назер

Для большей эффективности поисково-ударным группам пытались придавать авианосцы. Но потеря HMS Courageous в 1941 году, и американская операция «Тирдроп», проведенная в 1945 силами нескольких противолодочных групп, каждая во главе с эскортным авианосцем, показали что оборонительная стратегия эффективнее.
Стратегические бомбардировки Прибрежного командования были нацелены в основном на крупные немецкие корабли и портовые сооружения для них. К тому времени, как оно согласилось начать бомбежки бункеров-укрытий ПЛ, те уже были закончены, и оказались неуязвимы для бомб.

## Результаты
Самый очевидный результат действий Командования — поражение немецких (и итальянских) подводных лодок в Битве за Атлантику. Из более чем тысячи лодок, построенных Германией, 783 были потеряны. Более 28 000 подводников, то есть каждые пять из шести, погибли. Из общего числа лодок львиная доля: 373 были потеряны на Западных подходах.
Но борьба с подводными лодками велась не просто ради их уничтожения, а для сохранения атлантических коммуникаций, то есть — доставки грузов и войск в Европу, поддержания военных усилий, и в конечном счете победы Коалиции. В результате действий союзников, в том числе Командования, только около 3,5 % грузов, перевозимых в Северной Атлантике, было потеряно. В этом важнейший, хотя и менее зрелищный результат.
Результатом борьбы стали также: новая оценка роли подводных лодок в войне; соответствующая доктрина противолодочной войны; создание и принятие на вооружение новых методов и техники обнаружения лодок, новых образцов противолодочного оружия. Наконец, уроки деятельности Командования повлияли на представления о будущей войне на море, и тем вызвали соответствующее изменение направлений в строительстве флотов.